# Tracy Reed (actriz estadounidense)
Tracy Reed (Fort Moore, Georgia, 28 de octubre de 1949) es una actriz estadounidense de cine y televisión, reconocida principalmente por sus papeles en producciones como No Way Back (1976), A Piece of the Action (1977), ...All the Marbles (1981) y Running Scared (1986). En televisión, actuó en episodios de seriados como Sledge Hammer!, MacGyver, Love, American Style, Riptide y T.J. Hooker, entre otras.
En 1971 fue reconocida por la Asociación de Fotógrafos de Prensa de California como «el rostro más lindo de la televisión».

## Filmografía seleccionada

### Cine y televisión
- Trouble Man (1972)
- The Great American Beauty Contest (1973)
- The Take (1974)
- Train Ride to Hollywood (1975)
- No Way Back (1976)
- Car Wash (1976)
- A Piece of the Action (1977)
- Top Secret (1978)
- Terror Among Us (1981)
- ...All the Marbles (1981)
- Running Scared (1986)